# White Lies
White Lies是英國的一支獨立搖滾樂隊，創建于倫敦Ealing，樂隊之前的名稱是Fear of Flying，樂隊由Harry McVeigh、Charles Cave 和Jack Lawrence-Brown組成。White Lies在2007年10月組建。2009年1月，他們發行了自己的首部專輯To Lose My Life... 並且獲得了英國專輯排行榜首位。2011年，他們發行了專輯Ritual。

## 外部連結
- Official Website （页面存档备份，存于）
- White Lies的MySpace主頁